# Young Guns II
Young Guns II (Arma joven II (Intrépidos forajidos) en España, Jóvenes pistoleros II en Hispanoamérica) es una película de 1990 dirigida por Geoff Murphy. Perteneciente al género del western, la película es una secuela de Young Guns (1988) y es protagonizada por Emilio Estévez, Kiefer Sutherland, Lou Diamond Phillips, Christian Slater, Viggo Mortensen y Balthazar Getty.
La película fue nominada al Oscar en la categoría de mejor canción original, por el tema "Blaze of Glory" compuesto por Jon Bon Jovi.

## Argumento
Un periodista está a punto de encontrarse con un viejo ermitaño que dice saber donde esta la tumba de "Billy The Kid", el último forajido del Viejo Oeste, aunque el periodista duda de la lucidez del viejo ermitaño este le demuestra lo contrario salvando de la mordida de una serpiente del desierto, disparándole a una velocidad extraordinaria mucho antes de pisarla, por lo cual cree que este pudo haber conocido o tener alguna cercanía con el Forajido. El viejo comienza contándole lo que sucedió después de haber vengado la muerte del antiguo jefe de este pistolero donde Billy "The Kid" y su pandilla son buscados por la ley, cuando "Doc" Scurlock y Chávez son capturados, Billy tiene que salvarlos. Escapan y establecieron al sur de México. "Vamos a contratar a un ladrón para atrapar a uno", dijo John S. Chisum, por lo que pagó Pat Garrett, uno de los exsocios de Billy, $ 1000 por el asesinato de William H. Bonney alias Billy "The Kid".

## Reparto
| Personaje                         | Actor original       | Actor de doblaje - México |
| --------------------------------- | -------------------- | ------------------------- |
| William H. 'Billy the Kid' Bonnie | Emilio Estévez       | Christian Strempler       |
| Josiah Gordon 'Doc' Scurlock      | Kiefer Sutherland    | Enrique Mederos           |
| 'Jose' Chavez y Chavez            | Lou Diamond Phillips | Sergio Zaldívar ¿?        |
| 'Arkansas' Dave Rudabaugh         | Christian Slater     | Alan Miró                 |
| Tom O'Foillard                    | Balthazar Getty      | Arturo Mercado Jr.        |
| Patrick Floyd 'Pat' Garret        | William Petersen     | Roberto Carrillo          |
| Henry William French              | Alan Ruck            | José María Negri          |
| Fiscal Rynerson                   | R.D. Call            | Sergio de Alva¿?          |
| John Simpson Chisum               | James Coburn         | Federico Romano           |
| Alguacil James Carlyle            | Robert Knepper       | Rolando de Castro Sr.¿?   |
| J.W. Bell                         | Tom Kurlander        | Rolando de Castro         |
| Robert 'Bob' Ollinger             | Leon Rippy           | Rolando de Castro Sr.     |
| Gobernador Lee Wallace            | Scott Wilson         | Eduardo Fonseca           |
| Jane Greathouse                   | Jenny Wright         | Elena Ramírez             |
| Sheriff Kimbel                    | Jerry Gardner        | Ángel Casarín             |
| Juez Bristol                      | Tony Frank           | Eduardo Fonseca           |
| Presentación & Insertos           | N/D                  | Raúl Leonel de Cervantes  |